# Khmer Vermelho
Khmer Vermelho ou Quemer Vermelho (em khmer: ខ្មែរក្រហម, Khmer Krahom, lit. "Khmers vermelhos") eram os seguidores do Partido Comunista da Kampuchea, partido governante no Camboja de 1975 a 1979, liderado por Pol Pot, Nuon Chea, Ieng Sary, Son Sen e Khieu Samphan. O regime liderado pelo Khmer Vermelho - de 17 de abril de 1975 a 7 de janeiro de 1979 - foi denominado oficialmente como Kampuchea Democrático.
Esta organização é lembrada principalmente por suas políticas de engenharia social, que resultaram em um genocídio. Suas tentativas de reforma agrária levaram à fome generalizada, enquanto sua insistência na autossuficiência, até mesmo nos serviços médicos, levou à morte de milhares de pessoas em consequência de doenças tratáveis (tais como malária). Execuções brutais e arbitrárias e tortura praticadas por seus oficiais contra elementos considerados subversivos, ou durante expurgos em suas próprias fileiras entre 1976 e 1978 são consideradas como tendo constituído um genocídio, com mortes atingindo cerca de 20% da população.
Depois da intervenção vietnamita em 1978, os Estados Unidos, o Reino Unido, a China e a Tailândia ajudaram os Vermelhos a combater o novo governo. O Khmer Vermelho e os partidos anticomunistas cambojanos encontraram um governo no exílio, que obtém o reconhecimento da maioria dos países ocidentais e asiáticos.
O clandestino Partido Comunista da Kampuchea constituía a liderança secreta do Khmer Vermelho, uma vez que seu nome oficial era conhecido apenas por alguns íntimos: o Partido se denominava “angkar” (a “organização”) e anunciou oficialmente sua existência em 1977, quase dois anos após o estabelecimento da Kampuchea Democrática. Após a queda do regime do Khmer Vermelho, o restante das forças guerrilheiras da organização ficou conhecidas como o Exército Nacional do Kampuchea Democrático. Em 1981, o partido foi dissolvido e substituído pelo Partido do Kampuchea Democrático. Atualmente, o ex-líder comunista Hun Sen que lutou contra Lon Nol pelo Khmer Vermelho e depois contra Pol Pot é o Primeiro-ministro do Camboja no partido que governa o país chamado de Partido Popular do Camboja.

## Legado histórico
Após tomar o poder, a liderança do Khmer Vermelho mudou o nome do país para Kampuchea Democrático. O Khmer Vermelho submeteu o Camboja a um radical processo de reforma social que tinha como objetivo a criação de uma sociedade comunista puramente agrária, de acordo com sua interpretação do Maoísmo. Os moradores das cidades foram deportados para o campo, onde foram misturados à população local e submetidos ao trabalho forçado. Estima-se que cerca de 2 milhões de cambojanos tenham morrido em ondas de assassinatos, tortura e fome, direcionadas particularmente contra a elite intelectual e educada.
Tendo perdido o poder após uma intervenção militar vietnamita em dezembro de 1978, o Khmer Vermelho manteve o controle em algumas regiões e continuou a lutar como uma guerrilha. Em 1998, seu último refúgio, no Distrito de Anlong Veng, caiu perante as forças do governo.
Seguindo ao seu líder Pol Pot, o Khmer Vermelho impôs à sociedade cambojana uma forma extrema de engenharia social — uma forma radical de comunismo agrário onde a população teve de trabalhar em fazendas coletivas ou em projetos de trabalho forçado. Em termos de número de pessoas mortas como uma proporção da população (estimada em 2 milhões de pessoas em 1975), foi o regime mais letal do século XX.
O Khmer Vermelho queria eliminar qualquer pessoa suspeita de “envolvimento em atividades de livre mercado”. Suspeitos de serem capitalistas incluíam profissionais e quase todas as pessoas com alguma educação, muitos moradores de centros urbanos e pessoas com conexões com governos estrangeiros.
O Khmer Vermelho acreditava que os pais estavam envenenados pelo capitalismo. Consequentemente, as crianças foram separadas de seus pais e sofreram uma lavagem cerebral socialista, e também aprenderam métodos de tortura com animais. As crianças foram “um instrumento ditatorial do Partido” e receberam papéis de liderança em torturas e execuções. Um de seus lemas em referência ao Novo Povo era: “Não existe beneficio em mantê-lo vivo. Não existe prejuízo em destruí-lo”. A ideologia do Khmer Vermelho evoluía com o passar do tempo. Nos primeiros dias, o Khmer Vermelho era um partido comunista ortodoxo e buscava inspiração nos comunistas vietnamitas.
O Partido se tornou mais anti-intelectual quando grupos de estudantes que estudavam na França retornaram ao Camboja. Os estudantes, incluindo o futuro líder do Partido, Pol Pot, foram fortemente influenciados pelo exemplo do Partido Comunista Francês (PCF).
Após 1960, o Khmer Vermelho desenvolveu suas próprias ideias políticas. Contrário à doutrina marxista, o Khmer Vermelho considerava os camponeses como sendo o único proletariado e os verdadeiros representantes da classe trabalhadora — uma forma de maoísmo que os levou para o lado dos chineses na Cisão Sino-Soviética. Começaram a incorporar o nacionalismo khmer à sua ideologia, assim como também o anti-intelectualismo, nesta época. Isto se tornou evidente durante a perseguição de chineses étnicos, tais, muçulmanos, cristãos (em sua maioria católicos), etc.
Na década de 1970, a ideologia do Khmer Vermelho combinava suas próprias ideias com as ideias anticolonialistas do PCF, que os líderes adquiriram durante sua educação em universidades francesas, durante os anos de 1950. Os líderes do Khmer Vermelho também guardavam muito ressentimento dos vietnamitas e estavam determinados a estabelecer uma forma de comunismo muito diferente tanto do modelo vietnamita quanto de outros países comunistas, incluindo a China.

Após quatro anos de governo, o regime do Khmer Vermelho foi retirado do poder em 1979, como resultado de uma invasão por parte da República Socialista do Vietnam e substituído por comunistas moderados pró-Vietnam. O movimento sobreviveu até os anos de 1990 como um movimento de resistência operando na região oeste do Camboja, a partir de bases na Tailândia. Em 1996, após um acordo de paz, seu líder Pol Pot dissolveu formalmente a organização. Pol Pot morreu no dia 15 de abril de 1998, sem nunca ter sido levado a juízo.

Brasão de armas do Camboja durante a Kampuchea Democrática.

O Khmer Vermelho é lembrado principalmente pelas mortes de um número estimado de 1,5 milhão de pessoas, ou um quinto da população total do país (as estimativas variam entre 850 mil e 2,5 milhões) durante o regime, devido a execuções, tortura, fome e trabalho forçado. Devido ao grande número de mortes e ao fato de grupos étnicos e religiosos serem alvos, as mortes durante o governo do Khmer Vermelho são muitas vezes consideradas como um genocídio, conforme definido no âmbito da Convenção da ONU de 1948.

## História do nome
O termo Khmer Rouge (em português, Khmer Vermelho), alusivo ao grupo étnico predominante no Cambodja, foi cunhado pelo chefe de estado cambojano Norodom Sihanouk, sendo mais tarde adotado pela comunidade anglófona. O termo se refere a uma sucessão de partidos comunistas do Camboja que evoluíram até se tornarem o Partido Comunista da Kampuchea (CPK) e, mais tarde, o Partido do Kampuchea Democrático. A organização também  ficou conhecida como Partido Comunista Khmer e como  Exército Nacional do Kampuchea Democrático.

## Origens

### O movimento comunista cambojano: o início da história
A história do movimento comunista no Camboja pode ser dividida em seis fases: o surgimento do Partido Comunista da Indochina (PCI), cujos membros eram quase que exclusivamente vietnamitas antes da Segunda Guerra Mundial; a luta de 10 anos pela independência da França, quando um partido comunista separado, o Partido Revolucionário do Povo Kampucheano (ou khmer) (PRPK) foi estabelecido sob o patrocínio do Vietnam; o período seguinte ao Segundo Congresso do PRPK, em 1960, quando Saloth Sar (Pol Pot, após 1976) e outros futuros líderes do Khmer Vermelho ganharam controle do seu aparato; a luta revolucionária a partir do início da insurgência do Khmer Vermelho em 1967—68 até a queda do governo de Lon Nol em abril de 1975; o regime da Kampuchea Democrática, de abril de 1975 a janeiro de 1979, e o período seguinte ao Terceiro Congresso de Partido do PRPK, em janeiro de 1979, quando Hanói efetivamente assumiu o controle sobre o governo e o Partido Comunista do Camboja.
Em 1930, Ho Chi Minh fundou o Partido Comunista Vietnamita unificando três movimentos comunistas menores que surgiram nas regiões norte, central e sul do Vietnam durante o final dos anos de 1920. O nome foi alterado quase que imediatamente para Partido Comunista Indochinês, ostensivamente para incluir revolucionários do Camboja e Laos.
Quase sem exceções, todos os primeiros membros do Partido eram vietnamitas. No final da Segunda Guerra Mundial, um punhado de cambojanos haviam entrado para as suas fileiras, mas a sua influência no movimento comunista da Indochina e nos acontecimentos dentro do Camboja foi insignificante.
Unidades do Viet Minh ocasionalmente fizeram incursões a bases cambojanas durante sua guerra contra os franceses e, em conjunção com o governo esquerdista que governou a Tailândia até 1947, o Viet Minh incentivou a formação dos bandos armados esquerdistas Khmer Issarak. No dia 17 de abril de 1950 (25 anos antes do dia em que o Khmer Vermelho capturou Phnom Penh), o primeiro congresso nacional dos grupos do Khmer Issarak se reuniu e a Frente Unida Issarak foi estabelecida.
Seu líder era Son Ngoc Minh e um terço de sua liderança consistia de membros do PCI. De acordo com o historiador David P. Chandler, os grupos esquerdistas Issarak, com a ajuda do Viet Minh, ocuparam um sexto do território do Camboja em 1952 e, às vésperas da Conferência de Genebra, eles controlavam a metade do país.
Em 1951, o PCI foi reorganizado em três unidades nacionais — o Partido dos Trabalhadores do Vietnam, o Lao Itsala e o Partido Revolucionário do Povo Kampucheano (ou khmer) (PRPK). De acordo com um documento emitido após a reorganização, o Partido dos Trabalhadores Vietnamitas continuaria a “supervisionar” os movimentos menores laocianos e cambojanos. A maioria dos líderes do PRPK parece ter sido khmer krom ou vietnamitas étnicos vivendo no Camboja. O apelo do Partido aos khmers nativos parece ter sido mínimo.
De acordo com a versão da história do Partido contada na Kampuchea Democrática, a falha do Viet Minh em negociar um papel político para o PRPK na Conferência de Genebra de 1954 representou uma traição ao movimento cambojano, que ainda controlava grandes áreas no campo e que comandava pelo menos 5 000 homens armados. Após a conferência, cerca de 1 000 membros do PRPK, incluindo Son Ngoc Minh, realizaram uma “Longa Marcha” em direção ao Vietnam do Norte, onde eles permaneceram em exílio.
No final de 1954, os membros que permaneceram no Camboja fundaram um partido político legal, o Partido Pracheachon, que participou nas eleições de 1955 e 1958 pela Assembleia Nacional. Nas eleições de setembro de 1955, o partido ganhou cerca de quatro por cento dos votos, mas não garantiu um assento no legislativo.
Os membros do Pracheachon foram submetidos a constantes assédios e prisões, pelo fato de que o partido se encontrava fora da organização política de Sihanouk, o Sangkum. Os ataques do governo impediram o partido de participar nas eleições de 1962 e o levaram à clandestinidade. Sihanouk habitualmente rotulava a esquerda local como Khmer Vermelho, um termo que mais tarde veio a representar o Partido e o Estado liderados por Pol Pot, Ieng Sary, Khieu Samphan e seus associados.
Em meados da década de 1950, as facções do PRPK, o “comitê urbano” (liderado por Tou Samouth) e o “comitê rural” (liderado por Sieu Heng) emergiram. Em termos gerais, estes grupos abraçavam linhas revolucionárias divergentes. A linha predominante “urbana”, defendida pelo Vietnam do Norte, reconhecia que Sihanouk, em virtude de seu sucesso em obter a independência dos franceses, era um líder nacional genuíno, cuja neutralidade e profunda desconfiança dos Estados Unidos faziam dele um recurso valioso na luta de Hanói para “libertar” o Vietnam do Sul.
Defensores desta linha esperavam que o príncipe pudesse ser persuadido a se distanciar da direita e a adotar políticas esquerdistas. A outra linha, apoiada em sua maior parte por partidários que eram familiarizados com a dura realidade do campo, defendiam uma luta imediata pela deposição do “feudalista” Sihanouk.
Em 1959, Sieu Heng desertou para o governo e forneceu às forças de segurança informações que permitiram que eles destruíssem 90% do aparato rural do Partido. Apesar das redes comunistas em Phnom Penh e outras cidades sob a jurisdição de Tou Samouth terem se saído melhor, apenas algumas poucas centenas de comunistas permaneceram ativos em 1960.

### O grupo estudantil de Paris
Durante os anos de 1950, os estudantes khmers em Paris organizaram seu próprio movimento comunista, que tinha pouca ou nenhuma conexão com o Partido duramente reprimido em sua terra natal. Das suas fileiras vieram os homens e mulheres que retornaram ao país e tomaram o comando do aparato do Partido durante os anos de 1960, lideraram uma eficiente insurgência contra Lon Nol e estabeleceram o regime da Kampuchea Democrática.
Pol Pot, que subiu à liderança do movimento comunista nos anos de 1960, nasceu em 1928 (algumas fontes dizem 1925) na Província de Kampong Thom, a nordeste de Phnom Penh. Freqüentou uma escola técnica na capital e então foi a Paris em 1949 para estudar eletrônica de rádio (outras fontes dizem que ele freqüentou uma escola para impressores e tipógrafos e também estudou engenharia civil). Descrito por uma fonte como um “organizador determinado e laborioso”, ele não conseguiu obter um diploma, mas de acordo com o sacerdote jesuíta François Ponchaud, ele adquiriu um gosto pelos clássicos da literatura francesa, bem como para as obras de Karl Marx.
Outro membro do grupo estudantil parisiense era Ieng Sary, um sino-khmer nascido no Vietnam do Sul. Frequentou o Liceu Sisowath em Phnom Penh antes de começar os cursos de comércio e política no Institut d'Etudes Politiques de Paris (mais conhecido como Sciences Po) na França. Khieu Samphan, considerado “um dos mais brilhantes intelectuais de sua geração”, nasceu em 1931 e se especializou em economia e em política, durante seu período em Paris. No talento era rivalizado por Hou Yuon, nascido em 1930, que era descrito como sendo “de uma verdadeiramente espantosa força física e intelectual” e que estudou economia e direito. Son Sem, nascido em 1930 cursou pedagogia e literatura; Hu Nim, nascido em 1932, estudou direito.
Estes homens foram talvez os líderes mais educados na história do comunismo asiático. Dois deles, Khieu Samphan e Hou Yuon, ganharam doutorados da Universidade de Paris; Hu Nim obteve seu diploma na Universidade de Phnom Penh em 1965. Em retrospecto, parece improvável que estes talentosos membros da elite, enviados a França em bolsas de estudo do governo, pudessem começar a mais sangrenta e radical revolução na história moderna da Ásia. A maioria deles vinha de famílias de proprietários de terras ou de funcionários públicos. Pol Pot e Hou Yuon tinham laços com a família real. Uma irmã de Pol Pot havia sido concubina do Rei Monivong. Três pessoas do grupo parisiense forjaram um vínculo que sobreviveu a anos de luta revolucionária e disputa intrapartidária, Pol Pot e Ieng Sary se casaram com Khieu Ponnary e Khieu Thitith (também conhecida como Ieng Thirith), parentes de Khieu Samphan. Estas duas mulheres bem educadas também desempenharam um papel central no regime do Kampuchea Democrático.
O fermento intelectual de Paris deve ter sido uma experiência estonteante para os jovens khmers que vieram de Phnom Penh ou das províncias. Um número deles se voltou para o marxismo-leninismo ortodoxo. Em algum momento entre 1949 e 1951, Pol Pot e Ieng Sary ingressaram no Partido Comunista Francês, o mais bem disciplinado e marxista-leninista ortodoxo dos movimentos comunistas da Europa Ocidental.
Em 1951, estes dois homens foram a Berlim Oriental para participar de um festival da juventude. Esta experiência é considerada como sendo um ponto de virada em seu desenvolvimento ideológico. Ao se encontrarem com khmers que lutavam ao lado do Viet Minh (e que eles subsequentemente consideraram como sendo excessivamente subservientes aos vietnamitas), eles se convenceram de que apenas uma organização de partido firmemente disciplinada e a prontidão à luta armada poderiam realizar a revolução. Eles transformaram a Associação de Estudantes Khmers (AEK), da qual a maioria dos 200 estudantes khmers fazia parte, em uma organização de orientação esquerdista e nacionalista.
Dentro da AEK e suas organizações sucessoras se encontrava uma organização secreta conhecida como Cercle Marxiste. A organização era composta de células de três a seis membros, com a maioria dos membros não tendo nenhum conhecimento a respeito da estrutura geral da organização. Em 1952 Pol Pot, Hou Yuon, Ieng Sary e outros esquerdistas ganharam fama ao enviar uma carta aberta a Sihanouk, chamando-o de “o estrangulador da democracia infante”. Um ano depois, as autoridades francesas fecharam a AEK. Em 1956, no entanto, Hou Yuon e Khieu Samphan ajudaram a estabelecer um novo grupo, a União dos Estudantes Khmers. Nos bastidores, o grupo ainda era dirigido pelo Cercle Maxiste.
As teses escritas por Hou Yuon e Khieu Samphan expressavam temas básicos que mais tarde se tornariam as bases das políticas adotadas pela Kampuchea Democrática. O papel central dos camponeses no desenvolvimento nacional foi defendido por Hou Yuon em sua tese de 1955, “Os Camponeses Cambojanos e Suas Perspectivas de Modernização”, que desafiava o ponto de vista convencional de que urbanização e industrialização são precursores necessários do desenvolvimento.
O argumento principal da tese de 1959 de Khieu Samphan, “A Economia e Desenvolvimento Industrial do Camboja”, foi o de que o país precisava se tornar autoconfiante e pôr um fim à sua dependência do mundo desenvolvido. Em seus contornos gerais, a obra de Khieu refletia a influência da “Teoria da dependência”, que culpava o domínio econômico das nações industrializadas pela falta de desenvolvimento no Terceiro Mundo.

## Subida ao poder e reinado

### Segundo Congresso do PRPK
Após retornar ao Camboja em 1953, Pol Pot dedicou-se a trabalhar pelo Partido. Primeiramente, ele recrutou forças aliadas ao Viet Minh operando nas áreas rurais da Província de Kampong Cham (Kompong Cham). Após o fim da guerra, ele mudou-se para Phnom Penh sob o “comitê urbano” de Tou Samouth, onde ele se tornou um importante ponto de contato entre os partidos legais da esquerda e o movimento comunista clandestino secreto.
Seus camaradas Ieng Sary e Hou Yuon se tornaram professores em uma nova escola particular, o Liceu Kambuboth, que Hou Yuon ajudou a estabelecer. Khieu Samphan, que regressou de Paris em 1959, lecionou como membro da faculdade de direito da Universidade de Phnom Penh e fundou uma publicação esquerdista de língua francesa, L’Observateur. O jornal logo adquiriu uma reputação no pequeno círculo acadêmico de Phnom Penh. No ano seguinte, o governo fechou o jornal e a polícia de Sihanouk humilhou publicamente Khieu espancando-o, despindo-o e fotografando-o em público — como Shawcross nota, “não é o tipo de humilhação que um homem perdoaria ou esqueceria”.
Ainda assim, a experiência não impediu Khieu de defender a cooperação com Sihanouk, com o objetivo de promover uma frente unida contra as atividades dos Estados Unidos no Vietnam do Sul. Conforme mencionado, Khieu Samphan, Hou Yuon e Hu Nim foram forçados a “trabalhar para o sistema”, entrando para o Sangkum e aceitando cargos no governo do príncipe.
No final de setembro de 1960, vinte e um líderes do PRPK realizaram um congresso secreto em uma sala vaga da estação ferroviária de Phnom Penh. Este importante evento permanece envolto em mistério, pelo fato de seu resultado ter se tornado objeto de contenda entre facções comunistas khmers pró-vietnamitas e antivietnamitas.
A questão de cooperação ou resistência a Sihanouk foi amplamente discutida. Tou Samouth, que defendia uma política de cooperação, foi eleito secretário geral do PRPK, que foi renomeado como Partido dos Trabalhadores do Kampuchea (PTK). Seu aliado, Nuon Chea (também conhecido como Long Reth), tornou-se vice-secretário geral — entretanto, Pol Pot e Ieng Sary foram nomeados para o Birô Político para ocuparem a terceira e a quinta posições na hierarquia do partido renomeado. A mudança do nome foi significativa. Ao se autodenominar um partido dos trabalhadores, o movimento cambojano reivindicou estatuto de igualdade com o Partido dos Trabalhadores do Vietnam. O regime pró-vietnamita da República Popular do Kampuchea (RPK) sugeriu na década de 1980 que o encontro de setembro de 1960 não foi nada mais do que o segundo congresso do PRPK.
No dia 20 de julho de 1962, Tou Samouth foi assassinado pelo governo cambojano. Em fevereiro de 1963, no segundo congresso do PTK, Pol Pot foi escolhido para suceder Tou Samouth como o secretário geral do Partido. Os aliados de Tou, Nuon Chea e Keo Meas foram removidos do Comitê Central e substituídos por Son Sem e Vorn Vet. Daí em diante, Pol Pot e seus leais camaradas dos seus dias de estudante em Paris controlaram o centro do Partido, mantendo de fora os veteranos mais velhos, a quem eles consideravam excessivamente pró-vietnamitas.
Em julho de 1963, Pol Pot, junto com a maior parte do Comitê Central deixaram Phnom Penh para estabelecer uma base insurgente na Província de Ratanakiri, no nordeste. Pol Pot foi logo colocado em uma lista de 34 esquerdistas que foram intimados por Sihanouk a se juntarem ao governo e assinarem declarações dizendo que Sihanouk era o único líder viável para o país. Pol Pot e Chou Chet foram as únicas pessoas da lista que escaparam. Todos os outros concordaram em cooperar com o governo e foram posteriormente colocados sob 24 horas de vigilância pela polícia.

### De inimigo a aliado: Sihanouk e o GRUNK
A região para onde Pol Pot e os outros se mudaram era habitada por minorias tribais, os Khmer Loeu, cujo duro tratamento (incluindo reassentamento e assimilação forçada) nas mãos do governo central fez com que eles se tornassem recrutas voluntários para uma luta de guerrilha. Em 1965, Pol Pot fez uma visita de vários meses ao Vietnam do Norte e à China.
Ele recebeu algum treinamento na China, o que aumentou seu prestígio quando ele voltou às áreas libertadas pelo PTK. Apesar das relações amistosas entre Norodom Sihanouk e os chineses, os últimos mantiveram a visita de Pol Pot um segredo de Sihanouk. Em setembro de 1966, o Partido mudou seu nome para Partido Comunista da Kampuchea (PCK).
A mudança no nome do Partido foi um segredo bem guardado. Membros de escalão menor do Partido e até mesmo os vietnamitas não foram avisados, tampouco foram os seus associados até muitos anos depois. A liderança do Partido defendia a luta armada contra o governo, então liderado por Sihanouk. Em 1967, muitas tentativas de insurgência em pequena escala foram perpetradas pelo PCK, mas tiveram pouco sucesso.
Em 1968, as forças do Khmer Vermelho lançaram uma insurgência nacional pelo Camboja (veja também Guerra Civil do Camboja). Apesar do Vietnam do Norte não ter sido informado da decisão, suas forças forneceram abrigo e armas ao Khmer Vermelho após o início da insurgência. O apoio vietnamita à insurgência fez com que ficasse impossível que os militares cambojanos a combatessem com eficiência. Pelos próximos dois anos a insurgência cresceu, enquanto Sihanouk fazia muito pouco para detê-la. Quando a insurgência se intensificou, o Partido finalmente se declarou abertamente como sendo o Partido Comunista da Kampuchea (PCK).
O apelo político do Khmer Vermelho foi aumentado, como resultado da situação criada pela remoção de Sihanouk como chefe de estado em 1970. O premiê Lon Nol, com o apoio da Assembleia Nacional, depôs Sihanouk. Sihanouk, exilado em Beijing, fez uma aliança com o Khmer Vermelho e se tornou o líder nominal do governo em exílio dominado pelo Khmer Vermelho (conhecido pelo acrônimo francês GRUNK), apoiado pela República Popular da China.
O apoio popular a Sihanouk nas áreas rurais do Camboja permitiu ao Khmer Vermelho ampliar seu poder e influência, ao ponto de que em 1973 exercia controle de facto sobre a maior parte do território cambojano, apesar de controlar apenas uma minoria de sua população. Muitas pessoas no Camboja que ajudaram o Khmer Vermelho contra o governo de Lon Nol pensavam estar lutando pela restauração de Sihanouk no poder.
A relação entre o bombardeio maciço do Camboja pelos Estados Unidos e o crescimento do Khmer Vermelho, em termos de recrutamento e apoio popular, tem sido um assunto de interesse de historiadores. Em 1984, Craig Etcheson, do Centro de Documentação do Camboja, argumentou que é “insustentável” afirmar que o Khmer Vermelho não teria vencido senão pela intervenção dos EUA e que mesmo que os bombardeios tenham auxiliado o recrutamento do Khmer Vermelho, eles “teriam vencido de qualquer maneira”.
De modo oposto, alguns historiadores citaram a intervenção dos EUA e sua campanha de bombardeios (1965—1973) como um fator significativo que levou ao aumento do apoio do Khmer Vermelho entre os camponeses cambojanos. Os historiadores Ben Kiernan e Taylor Owen utilizaram uma combinação de sofisticado mapeamento por satélite, dados recentes não catalogados sobre a extensão dos bombardeios e depoimentos de camponeses para afirmar que houve uma correlação entre os vilarejos atingidos pelos bombardeios dos EUA e o recrutamento de camponeses pelo Khmer Vermelho.
Em seu estudo de 1996 sobre a ascensão de Pol Pot ao poder, Kiernan afirma que a intervenção estrangeira “foi provavelmente o fator mais significativo na ascensão de Pol Pot”.
Em 1975, com o governo de Lon Nol ficando sem munições, estava claro que era apenas uma questão de tempo até que o governo entrasse em colapso. No dia 17 de abril de 1975, o Khmer Vermelho capturou Phnom Penh.

## O Khmer Vermelho no poder
A liderança do Khmer Vermelho se manteve praticamente inalterada dos anos de 1960 até a metade dos anos de 1990. Os líderes vinham, em sua maioria, de famílias de classe média e haviam sido educados em universidades francesas.
O Comitê Permanente do Comitê Central do Khmer Vermelho (“Centro de Partido”) durante este período consistia de:
- Pol Pot (Saloth Sar) (falecido em 1998), o “Irmão Número 1”, Secretário-Geral de 1963 até sua morte, efetivamente o líder do movimento;
- Nuon Chea (Long Bunruot), “Irmão Número 2”, primeiro-ministro, preso em 2007;
- Ieng Sary (cunhado de Pol Pot), “Irmão Número 3”, vice-primeiro-ministro, preso em 2007;
- Ta Mok (Chhit Chhoeun) (falecido no dia 21 de julho de 2006), “Irmão Número 4”, Secretário Regional pelo Sudoeste, morreu em custódia aguardando julgamento por genocídio;
- Khieu Samphan, “Irmão Número 5”, presidente da Kampuchea Democrática, preso em 2007;
- Son Sem (falecido em 1997) Ministro da Defesa, superior de Kang Kek Iew, julgado em 2009;
- Yun Yat (falecido em 1997)
- Ke Pauk (falecido em 2002), “Irmão Número 13”, antigo Secretário da Zona Norte;
- Ieng Thirith, presa em 2007.

No poder, o Khmer Vermelho realizou um radical programa que incluiu o isolamento do país das influências estrangeiras, o fechamento de escolas, hospitais e fábricas, a abolição do sistema bancário, finanças e da moeda, a proibição de todas as religiões, o confisco de toda propriedade privada e a transferência da população de áreas urbanas para fazendas coletivas, onde o uso de trabalho forçado era generalizado. O intento desta política era transformar os cambojanos em um “Velho Povo” através do trabalho agrícola. Estas ações resultaram em mortes em massa devido a execuções, fadiga, doenças e fome.
Em Phnom Penh e outras cidades, o Khmer Vermelho disse aos residentes que seriam movidos apenas cerca de “dois ou três quilômetros” para fora da cidade e que retornariam em “dois ou três dias.” Algumas testemunhas dizem que foi-lhes dito que a evacuação era devido à “ameaça de bombardeios americanos” e que eles não precisavam trancar suas casas, uma vez que o Khmer Vermelho “tomaria conta de tudo” até que eles retornassem. Estas não eram as primeiras evacuações de populações civis realizadas pelo Khmer Vermelho. Evacuações similares de populações sem posses vinham ocorrendo desde o início dos anos de 1970.
O Khmer Vermelho tentou transformar o Camboja em uma sociedade sem classes despovoando as cidades e forçando a população urbana (“Novo Povo”) a viver em comunas agrícolas. A população inteira foi forçada ao trabalho agrícola em campos de trabalho forçados.
O dinheiro foi abolido, livros foram queimados, professores, comerciantes e quase toda a elite intelectual do país foi assassinada, para que fosse feito do comunismo agrícola, como Pol Pot o imaginava, uma realidade. A transferência planejada para o campo resultou na paralisação completa de quase toda atividade econômica: até mesmo escolas e hospitais foram fechados, bem como bancos e empresas industriais e de prestação de serviços.
Durante seus anos no poder, o Khmer Vermelho matou de fadiga e fome a população, enquanto ao mesmo tempo executava grupos selecionados que tinham o potencial de enfraquecer o novo estado (incluindo intelectuais ou até mesmo aqueles que carregavam sinais estereotipados de aprendizado, tais como óculos) e matava muitos outros até mesmo por quebrarem regras menores.
Os cambojanos deveriam produzir três toneladas de arroz por hectare; antes da era do Khmer Vermelho, a média era de apenas uma tonelada por hectare. O Khmer Vermelho forçou o povo a trabalhar por 12 horas sem intervalos e sem descanso ou alimentação adequados. Eles não acreditavam na medicina ocidental, mas favoreciam a medicina tradicional dos camponeses. Muitas pessoas morreram como resultado disso.
Relações familiares não sancionadas pelo estado também foram proibidas e membros da mesma família poderiam ser condenados à morte por se comunicarem uns com os outros. Em qualquer caso, membros de uma mesma família foram muitas vezes transferidos para partes diferentes do país, com todos os serviços postais e telefônicos abolidos.
A total falta de conhecimento agrícola por parte dos antigos moradores das cidades fez da fome algo inevitável. Os habitantes das zonas rurais eram muitas vezes antipáticos ou tinham muito medo de ajudá-los. Atos tais como colher frutas ou bagas silvestres eram vistos como um “empreendimento privado” e eram punidos com a morte.
A língua khmer possui um complexo sistema de tratamento para definir a classe e o status social de quem a fala. Durante o governo do Khmer Vermelho, estes sistemas foram abolidos. As pessoas foram incentivadas a tratar uns aos outros como “amigo” ou “camarada” (em khmer: មិត្ត; mitt) e a evitar sinais tradicionais de reverência, tais como curvar-se ou juntar as mãos em saudação, conhecidos como “samphea”.
A linguagem também foi transformada de outras maneiras. O Khmer Vermelho inventou novos termos. Foi dito às pessoas para que “forjassem” (“lot dam”) um novo caráter revolucionário, que eram os “instrumentos” (em khmer: ឧបករណ៍; “opokar”) do corpo governante, conhecido como “Angkar (em khmer: អង្គការ; “A Organização”) e que a nostalgia pelos tempos pré-revolucionários (“choeu stek arom” ou “saudade”) poderia resultar em execução. Além disso, termos rurais como “Mae” (em khmer: ម៉ែ; mãe) substituíram termos urbanos, como “Mak” (em khmer: ម៉ាក់; mãe).
Muitos cambojanos cruzaram a fronteira com a Tailândia em busca de asilo. De lá eram transportados para campos de refugiados, tais como Sa Kaeo ou Khao-I-Dang, o único campo que permitia o reassentamento em países como os Estados Unidos, França, Canadá e Austrália. Em alguns campos de refugiados tais como o Sítio 8, Phnom Chat ou Ta Prik os oficiais do Khmer Vermelho controlavam a distribuição de alimentos e restringiam as atividades das agências de auxílio internacionais.

### Crimes contra a humanidade

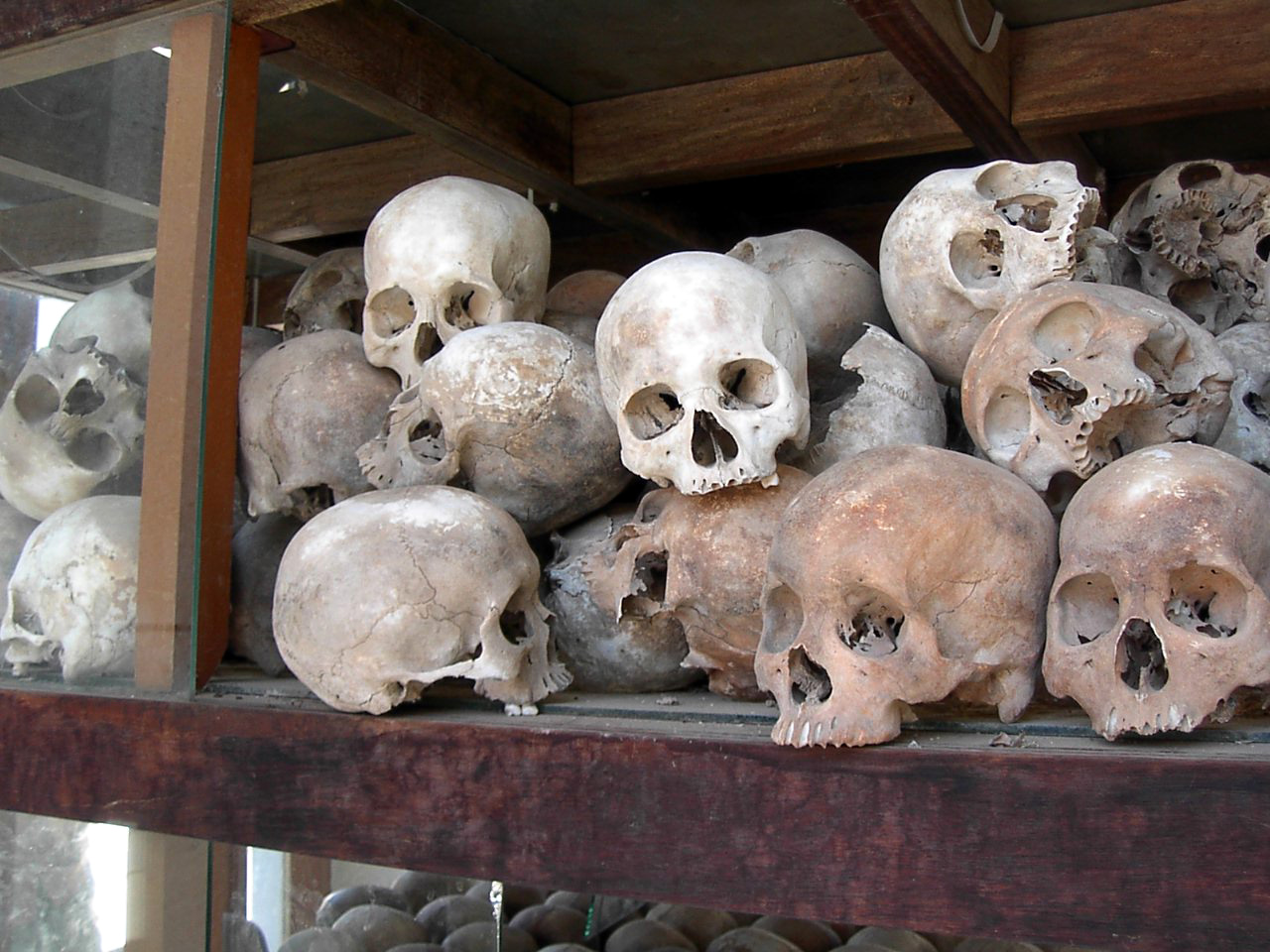
Crânios das vítimas do Khmer Vermelho

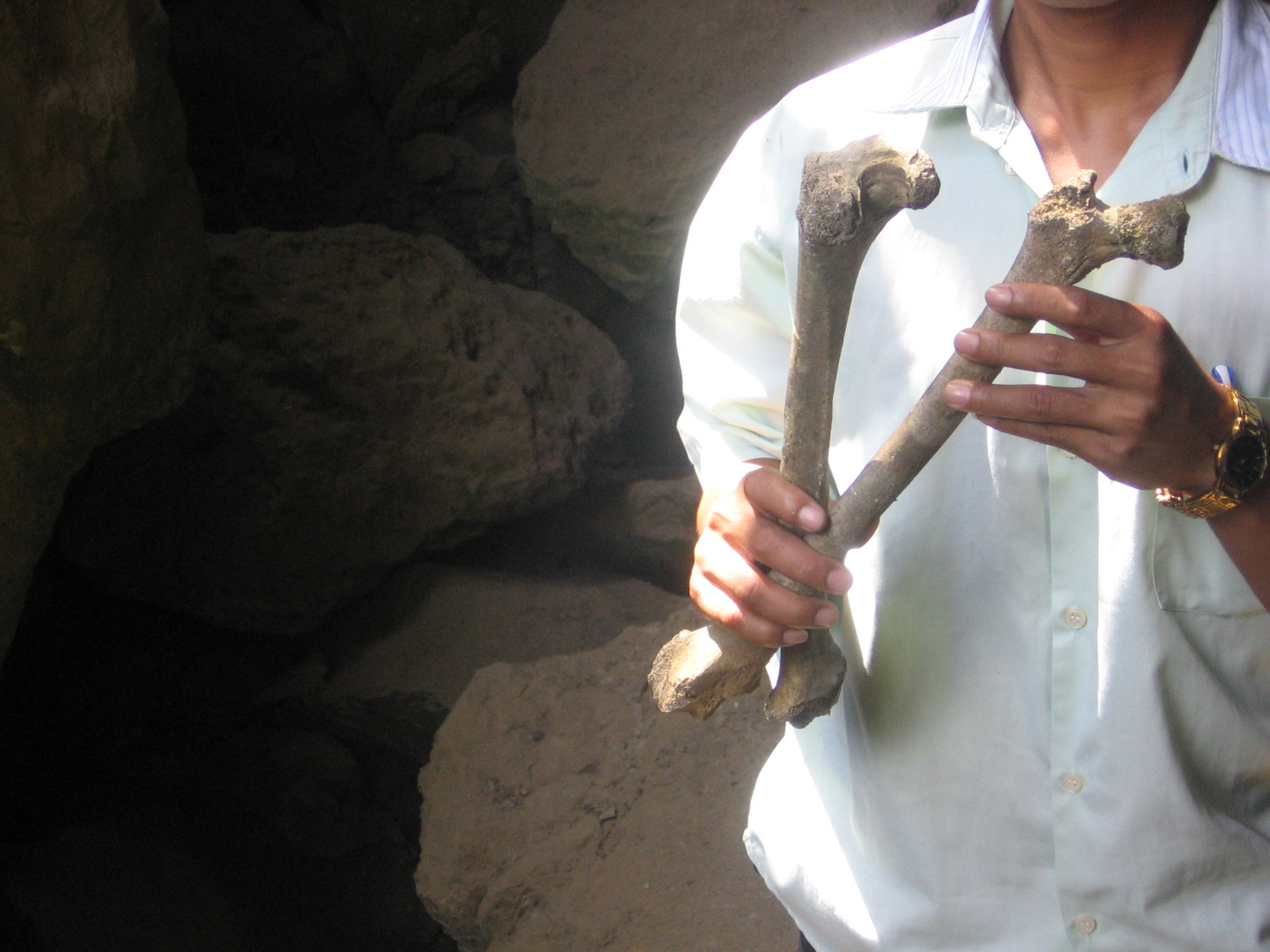
Restos mortais das vítimas do Khmer Vermelho na Caverna de Kampong Trach, Montanhas de Kiry Seila, Rung Tik (Caverna D’água) ou Rung Khmao (Caverna Morta)

O governo do Khmer Vermelho prendeu, torturou e eventualmente executou qualquer pessoa suspeita de pertencer a várias categorias de supostos “inimigos”:
- Qualquer pessoa com conexões com o antigo governo ou governos estrangeiros;
- Profissionais e intelectuais — na prática isto incluía quase todas as pessoas com alguma educação ou até mesmo pessoas que usavam óculos (o que, de acordo com o regime significava que eram alfabetizados). Ironicamente e hipocritamente, o próprio Pol Pot era um homem com educação universitária (embora fosse um desistente), com gosto pela literatura francesa e também era fluente em francês. Muitos artistas, incluindo músicos, escritores e cineastas foram executados. Alguns como Ros Sereysothea, Pan Ron e Sinn Sisamouth ganharam fama póstuma por seus talentos e ainda hoje são populares com os khmers;
- Vietnamitas étnicos, chineses étnicos, tailandeses étnicos e outras minorias nas montanhas orientais, cristãos cambojanos (a maioria dos quais eram católicos e a Igreja Católica em geral), muçulmanos e os monges budistas;
- “Sabotadores econômicos”: muitos dos antigos moradores da cidades (aqueles que não morreram de fome em primeiro lugar) foram julgados culpáveis por sua falta de capacitação agrícola.

Através dos anos de 1970, especialmente após meados de 1975, o Partido também foi abalado por conflitos entre facções. Houve até mesmo tentativas armadas de derrubar Pol Pot. Os expurgos resultantes alcançaram seu auge em 1977 e 1978, quando milhares de pessoas, inclusive líderes importantes do PCK, foram executados.
Hoje, exemplos dos métodos de tortura utilizados pelo Khmer Vermelho podem ser vistos no Museu do Genocídio Tuol Sleng. O museu ocupa o espaço de uma antiga escola secundária transformada em um campo prisional que foi operado por Kang Kek Iew, comumente conhecido como Camarada Duch. Cerca de 17 000 pessoas passaram por este centro antes de serem levadas para lugares (também conhecidos como Campos de extermínio) nos arrabaldes de Phnom Penh, como Choeung Ek, onde foram, em sua maioria, executadas (em sua maior parte com picaretas para economizar balas) e enterradas em valas comuns. Dos milhares de pessoas que entraram no Centro Tuol Sleng (também conhecido como S-21), apenas doze são conhecidos por ter sobrevivido.

#### Número de mortes
O número exato de pessoas que morreram como resultado das políticas do Khmer Vermelho é contestado, bem como a causa da morte daqueles que morreram. O acesso ao país durante o governo do Khmer Vermelho e durante o governo vietnamita foi muito limitado. No início dos anos de 1980, o regime que foi instalado pelos vietnamitas e sucedeu o Khmer Vermelho realizou uma pesquisa domiciliar nacional, que concluiu que mais de 4,8 milhões de pessoas morreram, mas a maioria dos historiadores modernos não considera esses números confiáveis.
Pesquisas atuais localizaram milhares de valas comuns da época do Khmer Vermelho espalhadas por todo Camboja, contendo um número estimado de 1,39 milhões de corpos. Vários estudos estimaram o número de mortes entre 740 000 e 3 000 000, mais comumente variando entre 1,4 milhões e 2,2 milhões, com cerca da metade dessas mortes tendo sido causadas por execuções e o restante por fome ou doenças.
O Projeto Genocídio Cambojano, financiado pelo Departamento de Estado dos EUA apresenta as estimativas do total de mortes entre 1,2 milhões e 1,7 milhões. A Anistia Internacional estima o total de mortes em 1,4 milhões. R. J. Rummel, um analista de matanças políticas históricas, fornece um número de 2 milhões. O antigo líder do Khmer Vermelho Pol Pot forneceu um número de 800 000 e seu vice, Khieu Samphan alegou que 1 milhão de pessoas foram mortas.

## A Queda do Khmer Vermelho
Em dezembro de 1978, devido a vários anos de conflito fronteiriço e ao fluxo de refugiados fugindo do Camboja, as relações entre Camboja e Vietnam entraram em colapso. Pol Pot, temendo um ataque vietnamita, ordenou uma invasão preventiva do Vietnam. Suas forças cambojanas cruzaram a fronteira e pilharam as aldeias das proximidades. Estas forças cambojanas foram repelidas pelos vietnamitas.
Juntamente com a Frente Kampucheana Unificada pela Salvação Nacional, uma organização que incluía muitos ex-membros insatisfeitos do Khmer Vermelho, as Forças Armadas do Vietnam, então, invadiram o Camboja, capturando Phnom Penh no dia 7 de janeiro de 1979. Apesar de um tradicional temor por parte dos cambojanos de uma invasão vietnamita, desertores do Khmer Vermelho auxiliaram os vietnamitas, e, com a aprovação do Vietnam, tornaram-se o núcleo da nova República Popular do Kampuchea, rapidamente repudiada pelo Khmer Vermelho e pela China como sendo um “governo fantoche”.
Ao mesmo tempo, o Khmer Vermelho se retirava em direção ao oeste e continuava a controlar áreas próximas à fronteira tailandesa pela próxima década. Tais áreas incluíam Phnom Malai, as áreas montanhosas próximas a Pailin nas Montanhas Cardamom e Anlong Veng, nas Montanhas Dângrék. Estas bases do KhmerVermelho não eram autossuficientes e eram financiadas pelo contrabando de diamantes e madeira, assistência militar da China por intermédio do exército tailandês e alimentos de mercados através da fronteira com a Tailândia.
Apesar de sua deposição, o Khmer Vermelho reteve seu assento nas Nações Unidas, que era ocupado por Thiounn Prasith, um velho compatriota de Pol Pot e Ieng Sary dos seus tempos de estudante em Paris e uma das 21 pessoas que compareceram ao Segundo Congresso do PRPK, em 1960. O lugar foi retido com o nome de "Kampuchea Democrático" até 1982, e então como "Governo de Coalizão do Kampuchea Democrático" (veja abaixo) até 1993. Os governos ocidentais repetidamente apoiaram o Khmer Vermelho na ONU e votaram a favor da retenção do assento do Camboja na Organização. Margaret Thatcher declarou que "assim, você verá que os mais razoáveis do Khmer Vermelho terão de fazer parte do futuro governo, mas apenas uma parte minoritária. Eu partilho do seu horror absoluto de que estas coisas terríveis tenham ocorrido no Kampuchea". A Suécia, de modo contrário, mudou o seu voto na ONU e retirou seu apoio ao Khmer Vermelho após um grande número de cidadãos suecos terem escrito cartas para seus representantes eleitos exigindo uma mudança na política em relação ao regime de Pol Pot.
A vitória do Vietnam, com o apoio da União Soviética, teve reflexos significativos na região; a República Popular da China lançou uma invasão punitiva ao norte do Vietnam e se retirou (com ambos os lados alegando vitória). A China, os EUA e os países da ANSA patrocinaram a criação e as operações militares de um governo-em-exílio cambojano conhecido como o Governo de Coalizão do Kampuchea Democrático, que incluía, além do Khmer Vermelho, a republicana FNLPK e a monarquista ANS.
As regiões central e oriental do Camboja estavam firmemente sob o controle do Vietnam e de seus aliados cambojanos em 1980, enquanto que a parte ocidental continuou a ser um campo de batalha através da década de 1980 e milhões de minas terrestres foram plantadas em toda a área rural. O Khmer Vermelho, ainda liderado por Pol Pot, era o mais forte dos três grupos no Governo de Coalizão do Kampuchea Democrático e recebia amplo auxílio militar da China, Grã-Bretanha e dos Estados Unidos além de inteligência dos militares tailandeses.
Em 1981, o Khmer Vermelho chegou ao ponto de renunciar o comunismo e, de certa forma, mudou sua ênfase ideológica em direção ao nacionalismo e retóricas antivietnamitas. No entanto, alguns analistas alegam que esta mudança teve pouco significado na prática, porque, como nota o historiador Kelvin Rowley, “a propaganda do PCK sempre invocou apelos mais nacionalistas do que revolucionários”.
Apesar de Pol Pot ter renunciado a liderança do Khmer Vermelho em favor de Khieu Samphan em 1985, ele continuou a ser a força motriz da insurgência do Khmer Vermelho, fazendo discursos para seus seguidores. Jornalistas como Nate Thayer, que passaram algum tempo com o Khmer Vermelho durante esse período comentaram que, apesar da condenação quase universal da comunidade internacional ao governo do Khmer Vermelho, um número considerável de cambojanos nas áreas controladas pelo Khmer Vermelho pareciam apoiar genuinamente Pol Pot.
Enquanto o Vietnam propunha uma retirada em troca de uma determinação política que excluísse o Khmer Vermelho do poder, o governo de coalizão rebelde, bem como a ANSA, China e os EUA insistiram que tais condições eram inaceitáveis. No entanto, em 1985, o Vietnam declarou que completaria a retirada de suas forças do Camboja em 1990 e o fez em 1989, tendo permitido ao governo lá instalado a se consolidar e ganhar força militar suficiente.
Após uma década de conflitos inconclusivos, o governo cambojano pró-Vietnam e o governo de coalizão rebelde assinaram um tratado em 1991, que exigia eleições e o desarmamento. Em 1992, no entanto, o Khmer Vermelho retomou a luta, boicotou as eleições e, no ano seguinte, rejeitou seus resultados. O grupo agora combatia o novo governo de coalizão cambojano, que incluía os antigos comunistas aliados ao Vietnam (liderados por Hun Sen), bem como os antigos aliados não comunistas e monarquistas do Khmer Vermelho (notavelmente o Príncipe Rannaridh).
Em 1996 houve uma deserção em massa, quando cerca da metade dos soldados restantes (cerca de 4 000) partiu. Em 1997, um conflito entre os dois principais participantes na coalizão governante fez com que o príncipe Rannaridh buscasse o apoio de alguns dos líderes do Khmer Vermelho, enquanto se recusava a negociar com Pol Pot. Isto resultou em sangrentas rixas faccionárias entre os líderes do Khmer Vermelho, finalmente levando ao julgamento e à prisão de Pol Pot pelo Khmer Vermelho. Pol Pot morreu em abril de 1998. Khieu Samphan se rendeu em dezembro.
No dia 29 de dezembro de 1998, os líderes remanescentes do Khmer Vermelho se retrataram pelo genocídio nos anos de 1970. Em 1999, a maioria dos membros já havia se rendido ou sido capturada e o Khmer Vermelho definitivamente deixou de existir. A maioria dos líderes ainda vivos do Khmer Vermelho vive na área de Pailin ou estão escondidos em Phnom Penh.
Desde 1990, o Camboja vem gradualmente se recuperando, demográfica e economicamente do regime do Khmer Vermelho, apesar das cicatrizes psicológicas afetarem muitas famílias e comunidades de emigrantes cambojanos. Vale a pena notar que o Camboja tem uma população muito jovem e que em 2003 três quartos da população cambojana era jovem demais para se lembrar da era do Khmer Vermelho.
Os membros desta geração mais jovem sabem do Khmer Vermelho apenas através de relatos de pais e de pessoas mais velhas. Em parte, isso se deve ao fato de o governo não exigir que os educadores ensinem as crianças sobre as atrocidades do Khmer Vermelho nas escolas. Entretanto, o Ministério da Educação do Camboja aprovou planos para que fosse ensinada a história do Khmer Vermelho nas escolas a partir de 2009. Isto já está acontecendo.

## Julgamentos
A 6 de junho de 2003 foi assinado um acordo entre a ONU e o governo do Camboja para criar um tribunal híbrido com o objetivo de julgar os responsáveis pelos crimes cometidos durante o período da Kampuchea Democrática. O julgamento foi dividido em dois casos. No caso 001, foi julgado Kang Kek Iew, diretor da prisão de Tuol Sleng acusado de crimes de guerra e crimes contra a humanidade. No caso 002 foram indiciados 4 ex-líderes do Khmer Vermelho, sendo que só Nuon Chea e Khieu Samphan continuam em julgamento devido à morte de Ieng Sary e à incapacidade da sua mulher, Ieng Thirith, de continuar em julgamento devido a doença. Estão acusados de genocídio, crimes de guerra e crimes contra a humanidade. O veredito e a sentença do primeiro miniprocesso foram anunciados no dia 7 de agosto de 2014. O segundo miniprocesso já começou.

### Kang Kek Iew
Kang Kek Iew (também conhecido por Kaing Guek Eav e pela sua alcunha Duch), chefe de um centro de tortura de onde 16 000 homens mulheres e crianças foram levadas à morte, foi o primeiro a ser indiciado e julgado. Entregou-se às autoridades em 1999 após ter dado uma entrevista onde confessou os seus crimes e implicou outros líderes do Khmer Vermelho no genocídio. Durante o julgamento mostrou-se arrependido e colaborou com o tribunal na acusação de outros líderes. Surpreendeu o tribunal no seu julgamento, no dia 27 de novembro de 2009 com um pedido por sua liberdade. Seu advogado cambojano Kar Savuth chocou o tribunal ainda mais, quando emitiu um pedido pela absolvição de seu cliente, mesmo depois de seu advogado francês negar buscar tal veredicto. No dia 26 de julho, foi condenado e sentenciado a trinta anos. Muitos condenaram a sentença como sendo muito leniente. Theary Seng respondeu indignadamente:

Nós esperávamos que este tribunal atingisse duramente a impunidade, mas se você pode matar 14 000 pessoas e cumprir apenas 19 anos — 11 horas por cada vida ceifada — o que é isso? É uma piada. Meu sentimento é que isto fez a situação ficar muito pior para o Camboja. Isto tirou muito da confiança no sistema e levantou temores de interferência política.
Kang Kek Yew recorreu e, a 3 de fevereiro de 2012, o tribunal apoiado pela ONU rejeitou o seu recurso e condenou-o a prisão perpétua. Faleceu em 2 de setembro de 2020 cumprindo a pena num hospital.

### Nuon Chea
Nuon Chea, também conhecido como Irmão nº 2, foi detido a 19 de setembro de 2007 na sua casa em Paillin, na fronteira do Camboja com a Tailândia. O braço direito de Pol Pot e chefe da ideologia do Khmer Vermelho é considerado pelo jornalista Nate Thayer (que passou vários anos entre os guerrilheiros do Khmer Vermelho e entrevistou vários dos seus líderes) como o maior responsável pelas mortes ocorridas entre 1975 e 1979:
No meu ponto de vista, Nuon Chea é mais culpado de crimes contra a humanidade do que qualquer outro cambojano. Temos muito mais provas documentais contra Nuon Chea do que contra Pol Pot. Por cada pessoa que passava por Tuol Sleng, era dada uma cópia a Nuon Chea sobre o método de tortura e este assinalava quando era apropriado matá-la. Temos esmagadoras provas de que esteve envolvido pessoalmente em, pelo menos 14 mil mortes, que ele as ordenou pessoalmente.
Deu uma entrevista em 2006 que confessou que mandou executar "inimigos do povo": traidores e agentes dos vietnamitas. Alegou que se não o fizessem, o Camboja seria engolido pelo Vietname.
No entanto, Nuon Chea negou as acusações feitas contra ele perante o tribunal e não fez nenhum pedido aparentemente sincero de desculpas até maio de 2013 quando expressou remorso e aceitou a responsabilidades dele no genocídio, alegando, no entanto, que não sabia o que estava a acontecer. "Sinto-me arrependido pelos crimes que foram foram cometidos intencionalmente ou sem intenção, quer eu tenha sabido ou não da sua ocorrência".
Foi condenado a prisão perpétua, a 7 de agosto de 2014, por crimes contra a humanidade.

### Khieu Samphan
Khieu Samphan, o Irmão nº5, foi preso em novembro de 2007, após ter recebido alta do hospital depois de ter sofrido um derrame. Chefe de estado da Kampuchea Democrática de 1976 a 1979, foi um dos oficiais mais poderosos do regime. No entanto, nega envolvimento no genocídio alegando que "não tinha conhecimento das atrocidades cometidas pelos comandantes militares e líderes".
Na mesma altura em que foi preso, um livro escrito por si intitulado "Reflexões Sobre a História Cambojana A Partir da era da Kampuchea Democrática" foi publicado. Nele, diz que Pol Pot trabalhou em prol da justiça social e da soberania nacional enquanto a responsabilidade por todas as políticas do grupo eram atribuídas ao Irmão nº 1. De acordo com Khieu, “nunca houve uma política de fome, tampouco havia ordens para que se realizassem assassinatos em massa” e “sempre houve uma forte preocupação pelo bem-estar do povo”. Ele admitiu o uso de coação e trabalho escravo para produção de comida devido à escassez de alimentos. Khieu também criticava o atual governo em seu livro, culpando a Dinastia Norodom pela corrupção e pelos males sociais.
No dia 7 de agosto de 2014, foi condenado a prisão perpétua por crimes contra a humanidade. Em 1.º de fevereiro de 2022, Samphan foi transferido para uma prisão estatal no Camboja depois que teve seu recurso rejeitado.

### Ieng Sary e Ieng Thirith
A 12 de novembro de 2007, o casal foi detido na sua casa, em Phnom Penh. Ieng Sary, o "Irmão nº 3", foi o ministro dos Negócios Estrangeiros de 1975 a 1979 tendo incentivado intelectuais cambojanos exilados a voltar para o seu país para ajudar a reconstruir o Camboja. Quando chegavam, eram torturados e executados como parte da purga de intelectuais. Ieng Sary pediu a sua libertação devido ao perdão que lhe foi dado pelo rei Sihanouk em 1996 em troca da sua rendição; no entanto esta foi-lhe negada, pois foi considerado que o perdão só se aplicava à pena de morte a que tinha sido condenado em 1979 e não impedia indiciamentos futuros. Morreu a 14 de março de 2013, antes do caso ter chegado a um veredito, o que foi lamentado pelas vítimas.
Ieng Thirith foi ministra dos assuntos sociais durante o período Kampuchea Democrática. Foi acusada de ter ordenado a realização de purgas por todo o país e de ter ordenado a morte de membros do seu próprio ministério. Durante o julgamento culpou Nuon Chea pelas mortes ocorridas em Tuol Sleng e recusou qualquer envolvimento no genocídio: "Tenho de dizer que Nuon Chea matou todos os meus estudantes. Nuon Chea mandou os meus estudantes a Kaing Guek Eav para serem mortos. Não me acusem de ser uma assassina ou serão amaldiçoados até ao Sétimo Inferno". Thirith foi declarada incapaz para enfrentar julgamento e libertada em setembro de 2012 após ter sido diagnosticada com Alzheimer. Morreu em Pailin no dia 22 de agosto de 2015, aos 83 anos.